# Cairn von Torrylin

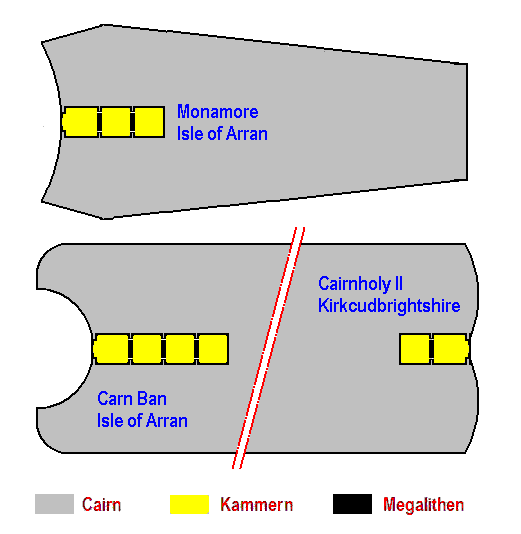
Idealtypische Clyde Tombs – Torrylin entspricht etwa der unteren Darstellung

Der Cairn von Torrylin (auch Torrylinn oder Torlin Cairn genannt) liegt mit anderen Megalithanlagen südlich der Straße A841 weniger als 400 Meter von der Südküste der Isle of Arran entfernt, am Ufer des Flusses Kilmory Water in North Ayrshire in Schottland. Der Zugang zum Cairn ist von Lagg oder von Torrylinn aus möglich. Der Grund für die exponierte Lage sind die durch Küstenerosion beinahe einbaufertig vorliegenden Baumaterialien.

## Beschreibung
Torrylin ist der Rest eines Clyde Tombs. Megalithanlagen des Typs werden in Südwestschottland, besonders im Tal des Clyde gefunden. Sie wurden in der Regel um 3300 v. Chr. erbaut und haben gewöhnlich konkave Vorhöfe mit Fassaden aus Orthostaten und eine lineare galerieartige Anordnung der Kammern im Steinhügel.
Ursprünglich war der Cairn von Torrylin ein rechteckiger, durch Randsteine gefasster Hügel. Eine seiner beiden Schmalseiten war eingeschnitten, um eine konkave Exedra zu bilden, die den gepflasterten Vorhof begrenzte. Die Deckenplatten fehlen, aber die meisten der Tragsteine, die eine Galerie aus vier Kammern bildeten, sind zumindest in Teilen erhalten. In der Mitte des Hügelendes bilden zwei aufrechte Steine den Eingang zu einer sekundären, rechteckigen Kammer im Hügel.
Die heutige Form der Anlage ist schwer mit der idealtypischen Form eines Clyde Tombs zu verbinden. Beide Enden des Rechtecks wurden später überbaut, so dass nur noch ein buckliger Hügel von etwa 19,8 Metern Durchmesser besteht. Der Cairn wurde 1861 und erneut 1896 und 1900 ausgegraben. Die Ausgrabung von 1900 erbrachte die Überreste von sechs Erwachsenen und zwei Kindern in der dritten und zerscherbte Keramik und ein Messer aus Feuerstein in der vierten Kammer der Galerie.
Im Osten liegt das Clyde Tomb von East Bennan.